# 奥什 (阿登省)
奥什（法語：Oches，法語發音：[ɔʃ]）是法国大東部大區阿登省的一个市镇，属于武济耶区。

## 地理
奥什（49°30'15"N, 4°55'34"E）面积6.76 平方千米，位于法国大東部大區阿登省，该省份为法国北部内陆省份，西接埃纳省，南至马恩省，东临默兹省，北与比利时接壤。
与奥什接壤的市镇（或旧市镇、城区）包括：大阿尔穆瓦斯、拉贝利耶尔、圣皮埃尔蒙、锡村、韦里耶尔。

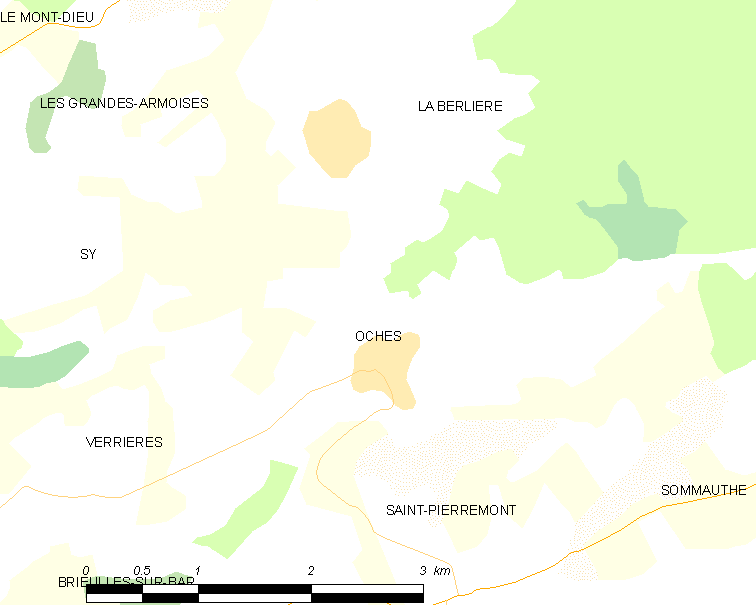
的OSM定位图

奥什的时区为UTC+01:00、UTC+02:00（夏令时）。

## 行政
奥什的邮政编码为08240，INSEE市镇编码为08332。

## 政治
奥什所属的省级选区为武济耶县。

## 人口

1962-2008年间人口变化图示

奥什于2022年1月1日时的人口数量为34人。